# Castello di Alessio
Il castello di Alessio (in albanese: Kalaja e Lezhës) è una fortezza situata a Alessio, nell'Albania settentrionale. Sorge su un colle alto 186 m.
Il castello fu costruito in epoca antica dagli Illiri. Nel 1440 fu ristrutturato dai Veneziani, e nel 1522, dopo la conquista da parte degli Ottomani.
Il castello reca tracce di architettura illirica, romana, bizantina e ottomana. Luoghi interessanti da visitare sono le rovine degli edifici ottomani all'interno del castello, la moschea, la torre del muro sud-orientale con un arco romano e la torre illirica sul muro meridionale.
Il castello di Alessio è un monumento culturale, offre una splendida vista della zona di Alessio e del Mar Adriatico.